# Bérenger Saunière
François Bérenger Saunière (Montazels, 11 aprile 1852 – Rennes-le-Château, 22 gennaio 1917) è stato un presbitero francese, e fu il parroco del comune di Rennes-le-Château, nel dipartimento dell'Aude, dal 1885 al 1909.
Ufficialmente parroco dal 1885 al 1909 (fino a quando fu trasferito in un altro villaggio dal proprio vescovo, incarico che rifiutò e che lo portò alle dimissioni) e dopo il 1909, fino alla sua morte, nel 1917, con l'incarico di Libero Prete (un prete che lavora indipendentemente senza parrocchia). L'epitaffio sull'originale tomba di Saunière del 1917, recitava che egli era stato 'parroco di Rennes-le-Château 1885-1917'. Dal 1909 Bérenger Saunière celebrava messa su un altare costruito nella sua Villa Bethania.
Sarebbe sconosciuto oggi se non fosse stato per il fatto di costituire la figura centrale in molte delle teorie cospirative riguardanti Rennes-le-Château. Queste speculazioni costituiscono la base di svariati documentari e libri pseudostorici come il libro del 1982 Il Santo Graal ("The Holy Blood and The Holy Grail") di Michael Baigent, Richard Leigh, ed Henry Lincoln. Molti elementi di queste teorie sono stati ripresi successivamente da Dan Brown nel suo best seller del 2003 Il codice da Vinci.

## Biografia

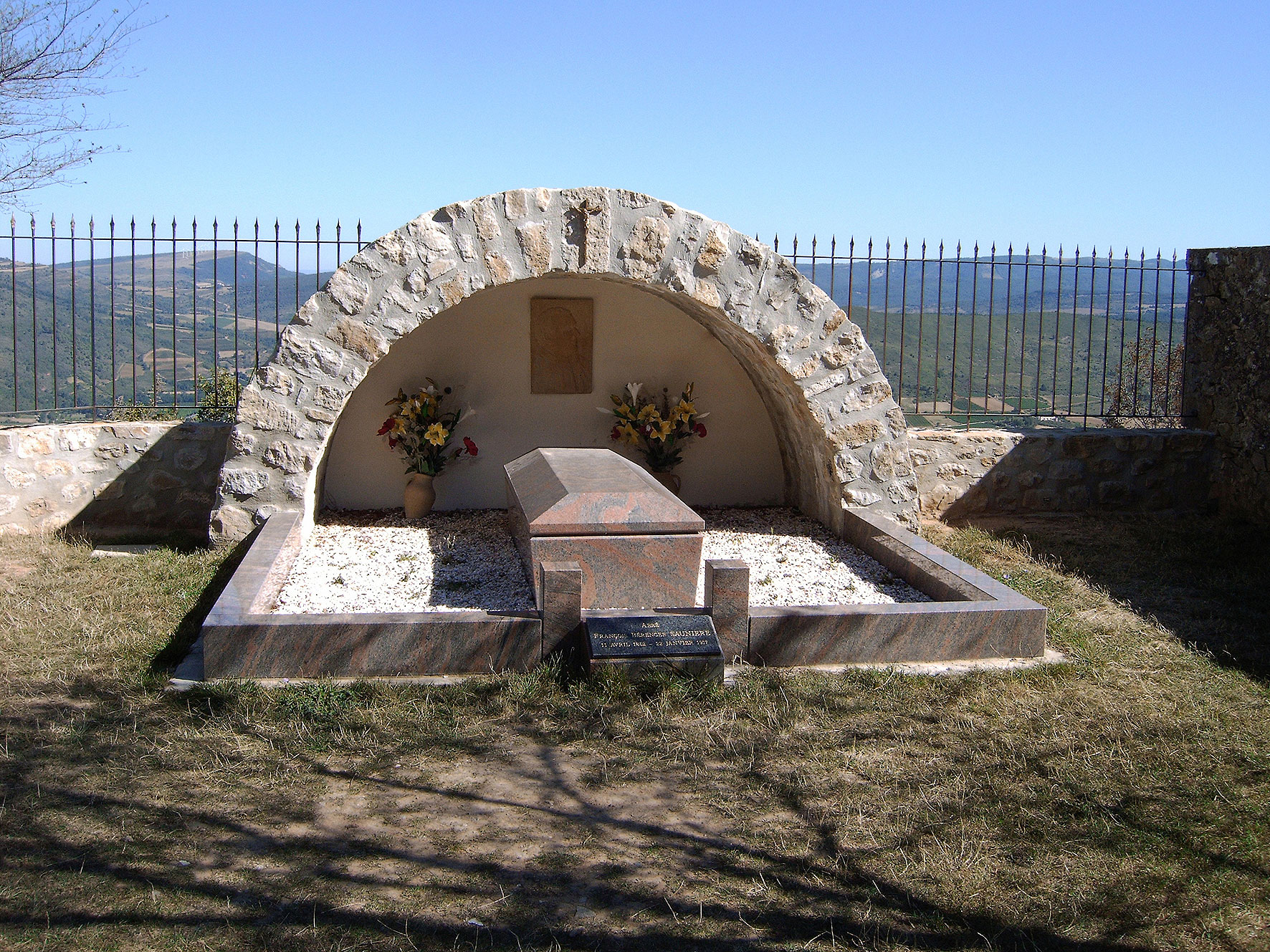
Tomba di Saunière a Rennes-le-Château

François Bérenger Saunière nacque l'11 aprile 1852 a Montazels, nell'Arrondissement di Limoux del dipartimento dell'Aude. Era il primo di sette figli, con tre fratelli (Alfred, Martial, e Joseph) e tre sorelle (Mathilde, Adeline, e Marie-Louise). Era figlio di Marguerite Hugues e Joseph Saunière (1823-1906), chiamato anche "cubié", sindaco di Montazels (Aude), proprietario del locale mulino, e steward del castello del Marchese di Cazermajous. Alfred divenne prete; Joseph avrebbe voluto diventare medico ma morì all'età di 25 anni. Bérenger, d'altro canto, era un atleta e considerato un insolente, indipendente e fondamentalista, ribellandosi regolarmente alle gerarchie.
Frequentò la scuola a St. Louis nel Limoux, entrò nel seminario di Carcassonne nel 1874, e fu ordinato sacerdote nel giugno del 1879. Dal 16 luglio 1879 fino al 1882, fu vicario in un altro villaggio locale, Alet. Dal giugno 1882 al 1885, fu prete in un decanato del piccolo villaggio di Clat. Insegnò al seminario di Narbona ma, a causa della sua indisciplina, fu inviato in un altro piccolo villaggio di circa 300 abitanti, Rennes-le-Château, il 1º giugno 1885. Fu antirepubblicano e dovette lasciare la propria diocesi dal 1º dicembre 1885 a luglio 1886, per insegnare ancora una volta al seminario di Narbona. Dato che gli abitanti del villaggio desideravano riaverlo indietro, il prefetto cambiò idea e lo richiamò. A maggio 1890, disse messa anche ad Antugnac di domenica.
Voci secondo le quali Bérenger Saunière avesse un'ambigua relazione con la propria perpetua, Marie Denarnaud, non trovano giustificazione e sono il prodotto di mito e leggenda. Di seguito le dichiarazioni di Saunière sui principi sui quali si fondava il suo rapporto con la propria perpetua, Marie Denarnaud:
Rispetto, ma non familiarità. Non al punto di permetterle di parlare dei problemi del suo ministero. Ciò che si dice a una domestica non dovrebbe essere possibile dirlo ad altre donne. Ella deve evitare eccessi di linguaggio non deve aver fiducia nella sua età o pietà troppo facilmente. Lei non deve entrare in camera da letto quando lui è a letto, tranne che in caso di malattia.
Il presbiterio era uno dei molti progetti di edifici che Saunière lanciò nel villaggio. Egli rinnovò l'interno e l'esterno della chiesa locale, costruì un grande edificio (Villa Bethania) per se stesso, una passeggiata lungo l'estremità del villaggio, e una torre sulla collina locale - una libreria personale chiamata 'Torre Magdala' ricalcante la Torre di Davide a Gerusalemme, chiamata 'Migdal David' o anche chiamata la Torre della Maddalena.
Nel 1896, secondo un rapporto conservato al Vescovado di Carcassone, fu dato inizio a un'indagine dal vescovado circa il modo in cui Saunière aveva trovato i fondi per i vari progetti edili, dato che il suo salario copriva appena le spese. Saunière, che all'età di 50 anni aveva un occhio di vetro, ed era noto per giocare spesso alla lotteria (lotteria della casa degli artisti), rifiutò di cooperare con l'inchiesta. Il vescovado lo ricollocò in un'altra parrocchia, ma Saunière rifiutò e diede le dimissioni il 1º febbraio 1909.  Fu processato per simonia nel 1910.   Visse per il resto della vita senza un soldo, vendendo medaglie religiose e rosari ai soldati feriti acquartierati a Campagne les Bains. Gli furono mosse anche accuse di proteggere spie tedesche.
Saunière ebbe un infarto il 17 gennaio 1917, e morì il successivo 22 gennaio.
Nel settembre 2004, il sindaco di Rennes-le-Château fece riesumare le spoglie di Saunière dal cimitero della chiesa e le riseppellì in un sarcofago di cemento per proteggerlo dai predatori di tombe.
Uno dei protagonisti del romanzo di Dan Brown Il codice da Vinci si chiama Jacques Saunière e prende il nome da Bérenger Saunière.

## Controversie
Le controversie intorno alla figura di Saunière si incentrano su due argomenti: i documenti che egli avrebbe trovato nascosti nella sua chiesa, e la sua ipotetica ricchezza.

### La storia popolare della ricchezza di Saunière
I sostenitori delle varie teorie cospiratorie su Rennes-le-Château ritengono che mentre rinnovava la chiesa parrocchiale nel 1891, Saunière trovò dei documenti antichi riguardanti un grande segreto storico. Queste teorie sostengono che, attraverso il possesso di questi documenti, Saunière fu in grado di ottenere una ricchezza assolutamente sproporzionata alle possibilità di un parroco. I documenti furono apparentemente trovati in un "pilastro visigotico cavo" secondo il libro Le Trésor Maudit di Gérard de Sède.
Dopo la morte di Saunière nel 1917 si sviluppò una mistica circa la sorgente della ricchezza del parroco. Si era diffusa la teoria secondo cui egli aveva incassato forti somme di denaro dalla Chiesa cattolica per comprarne il silenzio su un segreto che avrebbe potuto minare seriamente il potere della chiesa: l'affermazione più straordinaria era quella secondo cui egli avrebbe scoperto la tomba dove era stato sepolto Cristo, implicando in tal modo che Cristo non era asceso al cielo.

### La sorgente reale della ricchezza di Saunière
La sorgente della ricchezza di Saunière è fonte di scandalo clericale: "La sorgente della ricchezza del parroco di Rennes-le-Château non era un qualche misterioso tesoro antico, ma la vecchia cara truffa."
Secondo la legge canonica, i sacerdoti hanno la possibilità di celebrare fino a tre messe al giorno e di accettare delle piccole somme per recitare, su richiesta, preghiere per i morti. Saunière, d'altro canto, attraverso una serie di annunci pubblicitari in giornali e riviste a carattere religioso, sollecitava l'invio di denaro promettendo di dir messa a favore dei donatori. Alcune persone spedirono denaro richiedendo centinaia di messe che, in realtà, non vennero mai celebrate. Nel 1906, Saunière fu convocato davanti alla Corte Vescovile di Carcassonne, dove il vescovado gli ordinò di smettere di pubblicizzare le messe, un ordine al quale Saunière fece di tutto per non obbedire.
I libri mastri di Saunière, composti da migliaia di pagine, contengono i dettagli del denaro ricevuto per un numero tale di messe che nessuno sarebbe stato mai capace di celebrare.
Oltre a ciò, secondo Massimo Introvigne e Daniel de Montplaisir, Saunière percepiva inoltre, come altri parroci, un sussidio fisso da parte di Maria Teresa d'Asburgo-Este, vedova del pretendente borbonico al trono Enrico di Chambord, e dai suoi eredi.

### Dicerie del XX secolo
Quando, nel 1946, Noël Corbu acquistò la proprietà che Saunière aveva edificato e che aveva lasciato in eredità alla perpetua, Marie Dénarnaud, iniziò a mettere in giro le dicerie sulla straordinaria ricchezza del parroco. L'intento di Corbu era quello di attrarre possibili clienti verso il ristorante che egli aveva aperto nel periodo di Pasqua del 1955, dato che il villaggio si trovava su una collina in una regione remota e aveva bisogno di incrementare gli affari.
La storia non decollò fino a gennaio del 1956 quando una serie di articoli, pubblicati da un quotidiano locale, pubblicizzarono le affermazioni di Corbu su Saunière. Un'intervista a Corbu fu pubblicata con un titolo eclatante: "Fabuleuse découverte du curé aux milliards de Rennes le Château" (traduz: "La favolosa scoperta del prete miliardario di Rennes-le-Château"). Questa storia venne quindi ripresa dalla stampa nazionale.
Corbu incontrò poi tale Pierre Plantard, che si dimostrò notevolmente attratto dai neonati miti riguardanti Saunière. Plantard aggiunse la propria quota di miti con l'intenzione di promuovere la propria associazione, il Priorato di Sion, registrata nel 1956. Pierre Plantard iniziò a redigere un manoscritto e tirò fuori delle "pergamene" (fabbricate da un amico, Philippe de Cherisey) che Saunière avrebbe scoperto nel corso della ristrutturazione della propria chiesa. Questi documenti apparentemente dimostrerebbero la sopravvivenza della linea merovingia dei sovrani Franchi. Plantard stesso dichiarò di discendere da Dagoberto II.  I documenti vennero riprodotti nel libro di de Sede del 1967 Le Trésor Maudit de Rennes-le-Château ("Il tesoro maledetto di Rennes-le-Chateau"), con la dichiarazione che essi fossero effettivamente vecchi di centinaia d'anni, e contenessero messaggi segreti. Decenni dopo, i cospiratori ammisero la truffa.
A quel tempo, però, la storia del Priorato di Sion era già stata accettata da alcuni ricercatori, che continuiarono a svilupparla. Nel 1969, lo sceneggiatore inglese Henry Lincoln lesse Le Trésor Maudit, e, tra il 1970 e il 1979, produsse tre documentari per la BBC Two sull'argomento. A Lincoln furono inoltre suggeriti altri documenti segreti di Plantard, "Les Dossiers Secrets" custoditi presso la Bibliotheque Nationale de Paris. Successivamente, Lincoln si riunì con altri due ricercatori, insieme ai quali scrisse a sei mani il libro del 1982 Il santo Graal, in cui, ignari di fare affidamento su documenti falsi come fonte, dichiararono come "fatto assodato" che il Priorato di Sion fosse esistito. Il libro divenne un bestseller internazionale, al quale si è ispirato Dan Brown per il suo romanzo bestseller Il codice da Vinci, basato anch'esso sulla premessa che i miti fossero fatti reali.
La ricchezza e i supposti ritrovamenti segreti di Saunière (questa volta non citati) sono ancora una volta nominati nella trama del libro di Tim Powers del 1997 Earthquake Weather.